# Lauritz Hartz
Lauritz Berg Hartz (født 27. december 1903 på Frederiksberg, død 22. september 1987 i Nykøbing Sjælland) var en dansk maler, grafiker og tegner.

## Uddannelse
Han var søn af geolog, senere direktør Nikolaj Hartz og Anna født Berg. Han var i lære som købmand, men blev sporet ind på vejen som kunstmaler, da maleren Fritz Urschbach fra München gæstede familie Hartz i Himmelev i 1922. Hartz blev kortvarigt elev af den tyske kunstner, og derefter gik han den slagne vej gennem de forskellige uddannelser: Han blev optaget på Det tekniske Selskabs Skole i 1923, blev malersvend 1928, men var allerede i mellemtiden blevet optaget på Kunstakademiet i 1925 - samme år, som han fik sin debut på Kunstnernes Efterårsudstilling. På dette tidspunkt blev han allerede betragtet som et stort talent. På Akademiet, hvorfra Hartz fik afgang i 1929, havde han Sigurd Wandel og Aksel Jørgensen som læremestre, og i sit sidste år under uddannelse gik han på Akademiets grafiske skole.
I 1928 blev Lauritz Hartz for første gang ramt af skizofreni, hvilket i midten af 1930'erne førte til en indlæggelse på Statshospitalet i Nykøbing Sjælland, der varede resten af livet. I samarbejde med Hartz' familie fik han dog store frihedsgrader under opholdet, og sygdommen førte hverken til en nedgang i hans produktivitet eller til en ændret malestil. Han var ikke gift, men helligede sig kunsten.

## Malestil
Hartz fandt sammen med ligesindede kunstneraspiranter, som reagerede imod modernismen og som fastholdt et naturalistisk formsprog i maleriet. Han var kunstkritiker ved Arbejderbladet i 1927. Han udsøgte sig de ordinære, dagligdags motiver, og hele livet igennem malede han især landskaber, portrætter og stilleben. Hartz og hans omgangskreds stiftede i 1932 Corner-sammenslutningen, hvor Hartz udstillede frem til 1964. Hans nærmeste forbilleder var Harald Giersing og Albert Gottschalk, fra hvem han især lærte at betragte skitsen som et fuldgyldigt færdigt værk og at behandle oliemaleriet som var det beslægtet med andre medier, såsom akvarelmaleri eller kalligrafi.
Hans værker kan bedst beskrives som lyriske og til tider med et anstrøg af japansk kunst, eftersom spændingsforholdet mellem sarte, tegnede figurer og nøgne flader af heldækkende, laseret (terpentin)farve ofte spiller en hovedrolle i hans billeder. Hans produktion falder i to dele - eller i kombinationer af disse strategier: På den ene side disse studier i at lette og lysne motivet; på den anden side værker, hvor farven er modelleret kraftigt op med paletkniv.
Efter sin afsked fra Corner i 1964 helligede han sig grafikken og akvarelmaleriet, som han arbejdede med de næste tyve år. Hartz efterlod sig ved sin død over 3.000 tegninger og akvareller, som er placeret i Hartz-samlingen på Holstebro Kunstmuseum. Også Kobberstiksamlingen har en vis andel af hans grafiske produktion.

## Hæder
Under og kort efter sin akademitid modtog Hartz en række legater og priser (Den Hielmstierne-Rosencroneske Stiftelse 1929 og 1931; Ronges Legat 1931; Den Sødringske Opmuntringspræmie 1931; Den Raben-Levetzauske Fond 1933; Kaufmanns Legat 1934; Villiam H. Michaelsens Legat 1938; Oluf Hartmanns Legat 1939; Foltmars Legat 1943). Hans virke blev kronet med Eckersberg Medaillen 1948 og Thorvaldsen Medaillen 1967, ligesom han i 1965 kom på finansloven.
En monografi om Hartz udkom i 1992: Kjeld Heltoft: Lauritz Hartz, Chr. Ejlers' Forlag 1992.

## Udvalgte værker
- To portrætter af faderen Nikolaj Hartz (1927)
- Hvid dame, portræt af malerinden Ingeborg Høyrup (1928, ARoS Aarhus Kunstmuseum)
- Gasværket ved Finsensvej (1929, Holstebro Kunstmuseum)
- Landskab fra Damhussøen (1930, Ribe Kunstmuseum)
- Maleren Niels Grønbech (1930, Statens Museum for Kunst)
- Portræt af ung dame (1930, Statens Museum for Kunst)
- Landskab fra Søndermarken (1930, Statens Museum for Kunst)
- Nature morte med pibe (1930, Holstebro Kunstmuseum)
- Opstilling med flaske og frugter (1933, Statens Museum for Kunst)
- Landskab med Lyngbakker, Glatved (1939, Statens Museum for Kunst)
- Udsigt fra Hindsgavl (1941, Statens Museum for Kunst)
- Klintebjerg, Sjællands Odde, regndis (1943, Statens Museum for Kunst)
- Have med blomstrende frugttræer (1944, Statens Museum for Kunst)
- Høve Mølle, Odsherred (1947, Vejle Kunstmuseum)
- Opstilling (1950, Holstebro Kunstmuseum)
- Munkholmbroen (1952, KUNSTEN)
- Skrænter ved Ebbeløkke (1956, Holstebro Kunstmuseum)
- Vejen på Nordstrand (1958, Vejen Kunstmuseum)